# 浅利純子
浅利 純子（あさり じゅんこ、現在の氏名・高橋純子、1969年9月22日 - ）は、日本の元女子陸上競技選手。専門はマラソン・長距離走。秋田県鹿角市出身。
女子マラソンで日本人初の世界陸上競技選手権大会優勝を達成したほか、1996年アトランタオリンピック代表となった。現役時はダイハツ工業所属。身長164cm。

## 来歴

### アトランタ五輪まで
小学生（鹿角市立花輪小学校）時代は、通学路に約300mの急な坂道があり、そこを6年間歩いた（冬季は下校時にランドセルを橇にして滑り降りた）という。
1988年3月、秋田県立花輪高等学校を卒業。高校の後輩に2001年・世界陸上エドモントン大会男子マラソン代表の高橋健一、2008年・北京オリンピック長距離走代表の松宮隆行らがいる。同年4月ダイハツに入社して同女子陸上部に所属した。
1991年1月27日、大阪国際女子マラソンで初マラソンを走り、2時間37分01秒で12位の結果だった。レース前半で先頭から遅れ、優勝争いにはほとんど絡めなかった。
翌1992年1月26日の大阪国際女子マラソンは、1992年バルセロナオリンピックの代表選考会だったが、2時間28分57秒で6位の結果だった。浅利は終盤36km付近までは先頭グループにいたものの、同僚の小鴨由水（日本最高記録を達成して優勝）のペースについていけずに後退。その後は松野明美（初マラソン・2位）や山本佳子（4位）等にも抜かれ、代表を逃した。レース後は以前とはマスコミ関係者からの扱いが一変して、「負けん気」に火が付いたと後年述べている。
同年8月30日の北海道マラソンでは2時間32分14秒で2位となる（優勝はオルガ・アペル）。33km辺りまでアペルと優勝争いを繰り広げたものの、その後脱落。念願の初優勝は持ち越しとなった。
1993年1月31日の大阪国際女子マラソンで2時間26分26秒のタイム（当時日本最高記録タイ）で初優勝を達成。レースの終盤、長居陸上競技場の手前まで安部友恵と二人で激しいデッドヒートを繰り広げたが、安部が競技場へ入る直前、先導車につられてコースを大回りするミスにより、浅利が先頭に立つ。残り100mで安部が追い付くも、その後浅利がスパートしてゴールとなった。安部とは1秒差だった。この優勝により、同年8月の1993年世界陸上競技選手権大会（シュトゥットガルト）の女子マラソン代表選手となる。
8月15日の世界陸上では2時間30分03秒のタイムで優勝した。当時日本女子陸上選手としての金メダル獲得は、オリンピックも含めて初の快挙である。レース後半の33Km付近で一度は先頭に立ったポルトガルのマヌエラ・マシャド（2位）を、浅利が36kmの下り坂で逆転、その後は独走してのフィニッシュとなった。
1994年1月30日の大阪国際女子マラソンは2時間26分10秒で3位。優勝は1秒差で当時日本女子最高記録達成の安部友恵、2位は安部と同タイムの藤村信子だった。長居第2陸上競技場へは浅利・安部・藤村の三人がほぼ同時に入ったが、ゴールライン100m手前のホームストレートで安部がスパートをかけると浅利はついていけず、そして藤村にもわずかに追い越される。安部は前年の雪辱を果たす形になった。
その後フルマラソンからしばらく遠ざかり、1995年11月19日の東京国際女子マラソンに1年10か月ぶりに出走した。1996年アトランタオリンピックの代表選考会だったこのレースに、2時間28分46秒で初優勝する。レース終盤の38km付近で、二人の選手（吉田直美・後藤郁代）と交錯し、転倒するというハプニングに見舞われる。一時は転ばなかった原万里子に約60mの差をつけられたが、残り4Kmからはペースの落ちた原との差を徐々に詰めていった。その後国立競技場直前で原に追いつき、それからは抜きつ抜かれつのデッドヒートとなる。残り300mでは原がスパートして浅利をいったん引き離すも、残り200mで浅利が再逆転、そのまま浅利がトップでゴール、アクシデントを乗り越えての優勝を果たす。2位のワレンティナ・エゴロワとは2秒差だった。この成績により、オリンピック女子マラソン代表に選出された。
1996年7月28日のアトランタ五輪女子マラソンでは2時間34分31秒で17位に終わる。浅利は金メダルの有力候補とされたが、レース序盤で裸足で履いたシューズが左足に合わず靴擦れを起こし、出来たマメが潰れてからは左足裏全体の皮膚が裂けて出血するトラブルに見舞われ、大きく順位を落とした。

### 現役引退まで
1997年4月21日のボストンマラソンに出走、2時間31分12秒で6位となる。アトランタ五輪の惨敗から復活をかけたレースで、「満足のいく結果ではなかったが、次に繋がるレースができた」とゴール後笑顔を見せた。
1998年4月19日のロッテルダムマラソンでは、2時間26分11秒で2位となる（優勝は当時世界女子最高記録達成のテグラ・ロルーペ））。途中までは当時の日本女子最高記録（高橋尚子の2時間25分48秒）を上回るペースだったが、後半ペースダウンして自己最高にも1秒及ばないタイムだった。
1998年11月15日の東京国際女子マラソンに2時間28分29秒で3年ぶり2度目の優勝を飾った。レースは、38kmからは市橋有里との争いとなり、そのまま二人同時に競技場へ入った後、残り80mでは市橋が先に仕掛けたが、残りわずか30mで浅利が追いつき逆転してゴール。僅差（同タイム）での勝利だった。浅利のマラソン優勝はこれが最後となった。この成績により1999年世界陸上競技選手権大会（セビリア）の女子マラソン代表に選出される。
1999年8月29日の世界陸上女子マラソンでは、2時間31分39秒で16位の結果だった。浅利はレース前に練習過多による足の故障を抱えての出走となり、レース中盤までのスローペースにはなんとかついたものの、後半の30km過ぎで先頭集団がペースアップとなると、ついていけずに後退した。国別の上位3名のタイム合計で争う団体部門では、市橋有里（2位）・小幡佳代子（8位）との合計で優勝を達成している。
2000年1月30日の大阪国際女子マラソンは、スタートから16分台のハイペースについたものの、5km付近で浅利は先頭集団から早々と脱落する。太股がつるというアクシデントで遅れが広がり、15km地点を過ぎて鈴木従道監督を発見した浅利は、「足が痛い」と悔し泣きしながらコースを外れて走るのをやめ、途中棄権した。浅利自身初めてのフルマラソンでのリタイアとなり、選考対象だった2000年シドニーオリンピックへの出場も絶たれた。
2001年1月に現役引退を表明した。

### 引退後
引退後はダイハツ陸上部のコーチに就任した。2005年10月、鈴木監督が60歳の定年退職を機に、浅利もダイハツを退社した。退社後は帰郷する。
2006年3月、チームミズノアスレティックに加入。同月に花輪高校陸上部時代の1年先輩で郵便職員の男性と結婚する。
2007年3月、長男を出産。以後42歳までに3人の子息をもうけた。
2007年8月25日、2007年世界陸上選手権（大阪市）の開会式に、谷口浩美・鈴木博美と共に世界陸上の歴代優勝者としてゲスト出演した。
2007年11月、故郷の秋田県鹿角市で「浅利純子杯争奪 第1回鹿角駅伝」が開催、浅利もゲストランナーで参加した。以後2022年時点まで大会は継続している。
2008年2月には、東京マラソン2008にゲスト参加したが、20Km付近で途中棄権となった。
2015年4月に、鹿角市役所生涯学習課所管の学校支援コーディネーターとなった。
2021年6月9日、2020年東京オリンピックの聖火リレーにおいて、鹿角市内のランナーを務めた。

## マラソン自己ベスト記録
- 2時間26分10秒（1994年1月30日・大阪国際女子マラソン）

## 受賞
- 1993年度JOCスポーツ賞最優秀賞
- 第43回（1993年）日本スポーツ賞グランプリ
- 秋田県県民栄誉章[9]

## 関連書籍
- 中島祥和『金メダルを掛けたアヒルさん　浅利純子の青春』報知新聞社、1994年4月、ISBN 978-4831901064
- 奥田益『カントク　オリンピック女子マラソンランナーを育てた男たち』家の光協会、1996年7月（第2章に『屈辱を越えて　浅利純子と鈴木従道監督』を掲載）ISBN 978-4259544980

## メディア出演
- 第49回NHK紅白歌合戦（1998年12月31日、NHK総合・ラジオ第1） - 審査員